# تجارت بنگاه به مشتری
فروش مستقیم به مصرف‌کننده (DTC) یا بنگاه به مصرف‌کننده (B2C)، یک راهبرد بازرگانی و مدل تجاری است که در آن فروش مستقیم محصولات به مشتریان انجام می‌شود و خرده فروشان، عمده فروشان یا واسطه‌های تجاری دیگر حذف می‌شوند. فروش مستقیم به مصرف‌کننده معمولاً از طریق تجارت الکترونیک انجام می‌شود.
مستقیم به مصرف‌کننده در مقایسه با خرده فروشی فیزیکی از هزینه‌های کمتری برخوردار است، زیرا تعداد اجزای مختلف بنگاه مانند کارمندان، هزینه خرید، و اجاره یا تأسیس واحد تجاری فیزیکی را کاهش داده‌است.

## مزایا و معایب
DTC شرکت‌های کوچک‌تر را قادر می‌سازد تا با شرکت‌های بزرگ و موفق از لحاظ قیمت، در دسترس بودن محصولات و کیفیت رقابت کنند زیرا هزینه‌ها کمتر می‌شود. فروش مستقیم به مصرف‌کننده می‌تواند وفاداری قوی تر به برند ایجاد کرده و حفظ مشتری را افزایش دهد.
معایب اصلی در ارتباط مستقیم به مصرف‌کننده DTC این است که یک تجارت را مجبور به وظایفی می‌کند که عمده فروشان و خرده فروشان انجام می‌دهند، مانند حمل و نقل. حفظ حریم خصوصی داده‌ها و امنیت سایبری در تجارت‌های آنلاین بسیار مهم است. پرداخت‌های آنلاین می‌تواند تجارت‌های DTC را به هدفی برای هکرها و مجرمان سایبری تبدیل کند و آنها را در معرض خطرات پرداخت‌های متقلبانه و بازپرداخت وجه نادرست قرار دهد. این راهبرد بازرگانی کل بار زنجیره تأمین را بر دوش خود شرکت می‌گذارد. به جای فروش تنها به چند توزیع کننده، محصولات باید به بسیاری از مشتریان منفرد تحویل داده شوند.